# 73529 Giorgiopalumbo
73529 Giorgiopalumbo este o planetă minoră (asteroid) din centura de asteroizi. A fost descoperită pe 22 iulie 2003 la  de Campo Imperatore Near-Earth Object Survey⁠(d). 
Obiectul prezintă o orbită caracterizată de o semiaxă mare de 2,9989690096332 UAi, o excentricitate de 0,088456696311821, o înclinație de 8,8308366799855 ° în raport cu ecliptica.